# Ministère des Finances (Pologne)
Le ministère des Finances (en polonais : Ministerstwo Finansów) est le département ministériel responsable des finances publiques et de la fiscalité de la république de Pologne.

## Fonctions

### Missions
Le ministère est responsable de :
- la préparation, l'exécution et le contrôle de l'application du budget de l'État ;
- la fiscalité ;
- le financement des collectivités territoriales ;
- la dette publique.

Dans le domaine de la gestion des impôts, le ministère dispose de 400 bureaux des impots (urząd skarbowy) ainsi que 16 bureaux de l'administration fiscale (izba administracji skarbowej) et autant de bureaux de contrôle fiscal (urząd kontroli skarbowej), à raison d'un par voïvodie.

### Organisation

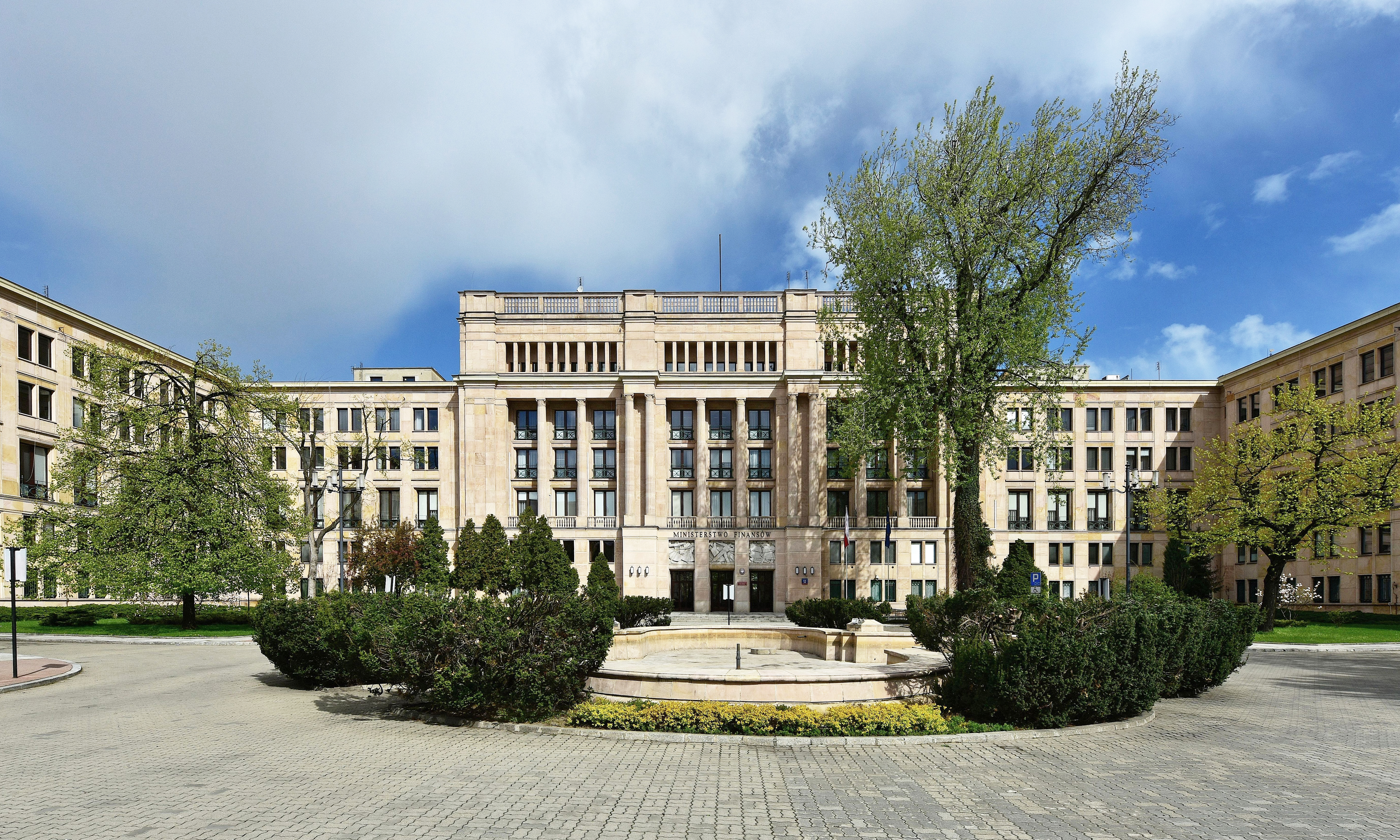
Siège du ministère des Finances à Varsovie.

## Liste des ministres

### Depuis 1989
| Nom | Nom                          | Dates                                                          | Parti        | Gouvernement              |
| --- | ---------------------------- | -------------------------------------------------------------- | ------------ | ------------------------- |
|     | Leszek Balcerowicz           | 12 septembre 1989 – 23 décembre 1991 2 ans, 3 mois et 11 jours | Indépendant  | Mazowiecki Bielecki       |
|     | Karol Lutkowski              | 23 décembre 1991 – 28 février 1992 2 mois et 5 jours           | Indépendant  | Olszewski                 |
|     | Andrzej Olechowski           | 28 février 1992 – 5 juin 1992 3 mois et 8 jours                | Indépendant  | Olszewski                 |
|     | Jerzy Osiatyński             | 11 juillet 1992 – 26 octobre 1993 1 an, 3 mois et 15 jours     | UD           | Suchocka                  |
|     | Marek Borowski               | 26 octobre 1993 – 8 février 1994 3 mois et 13 jours            | SdRP         | Pawlak                    |
|     | Grzegorz Kołodko             | 8 février 1994 – 4 février 1997 2 ans, 11 mois et 27 jours     | Indépendant  | Pawlak Oleksy Cimoszewicz |
|     | Marek Belka                  | 4 février 1997 – 31 octobre 1997 8 mois et 27 jours            | Indépendant  | Cimoszewicz               |
|     | Leszek Balcerowicz           | 31 octobre 1997 – 8 juin 2000 2 ans, 7 mois et 8 jours         | UW           | Buzek                     |
|     | Jarosław Bauc                | 8 juin 2000 – 28 août 2001 1 an, 2 mois et 20 jours            | Indépendant  | Buzek                     |
|     | Halina Wasilewska-Trenkner   | 28 août 2001 – 19 octobre 2001 1 mois et 21 jours              | Indépendant  | Buzek                     |
|     | Marek Belka                  | 19 octobre 2001 – 6 juillet 2002 8 mois et 17 jours            | SLD          | Miller                    |
|     | Grzegorz Kołodko             | 6 juillet 2002 – 16 juin 2003 11 mois et 10 jours              | Indépendant  | Miller                    |
|     | Andrzej Raczko               | 16 juin 2003 – 21 juillet 2004 1 an, 1 mois et 5 jours         | Indépendant  | Miller Belka I et II      |
|     | Mirosław Gronicki            | 21 juillet 2004 – 31 octobre 2005 1 an, 3 mois et 10 jours     | Indépendant  | Belka II                  |
|     | Teresa Lubińska              | 31 octobre 2005 – 7 janvier 2006 2 mois et 7 jours             | Indépendant  | Marcinkiewicz             |
|     | Zyta Gilowska                | 7 janvier 2006 – 24 juin 2006 5 mois et 17 jours               | Indépendant  | Marcinkiewicz             |
|     | Paweł Wojciechowski          | 24 juin 2006 – 14 juillet 2006 20 jours                        | Indépendant  | Marcinkiewicz             |
|     | Stanisław Kluza              | 14 juillet 2006 – 22 septembre 2006 2 mois et 8 jours          | Indépendant  | Kaczyński                 |
|     | Zyta Gilowska                | 22 septembre 2006 – 16 novembre 2007 1 an, 1 mois et 25 jours  | Indépendant  | Kaczyński                 |
|     | Jacek Rostowski              | 16 novembre 2007 – 27 novembre 2013 6 ans et 11 jours          | Indépendant  | Tusk I et II              |
|     | Mateusz Szczurek             | 27 novembre 2013 – 16 novembre 2015 1 an, 11 mois et 20 jours  | Indépendant  | Tusk II Kopacz            |
|     | Paweł Szałamacha             | 16 novembre 2015 – 28 septembre 2016 10 mois et 12 jours       | Indépendant  | Szydło                    |
|     | Mateusz Morawiecki           | 28 septembre 2016 – 9 janvier 2018 1 an, 3 mois et 12 jours    | PiS          | Szydło Morawiecki I       |
|     | Teresa Czerwińska            | 9 janvier 2018 – 4 juin 2019 1 an, 4 mois et 26 jours          | Indépendant  | Morawiecki I              |
|     | Marian Banaś                 | 4 juin 2019 – 30 août 2019 2 mois et 26 jours                  | Indépendant  | Morawiecki I              |
|     | Jerzy Kwieciński             | 20 septembre 2019 – 15 novembre 2019 1 mois et 26 jours        | Indépendant  | Morawiecki I              |
|     | Tadeusz Kościński            | 15 novembre 2019 - 7 février 2022 2 ans, 2 mois et 23 jours    | Indépendant  | Morawiecki II             |
|     | Mateusz Morawiecki (intérim) | 7 février 2022 - 26 avril 2022 2 mois et 19 jours              | PiS          | Morawiecki II             |
|     | Magdalena Rzeczkowska        | 26 avril 2022 - 27 novembre 2023 1 an, 7 mois et 1 jour        | Indépendante | Morawiecki II             |
|     | Andrzej Kosztowniak          | 27 novembre 2023 - 13 décembre 2023 16 jours                   | PiS          | Morawiecki III            |
|     | Andrzej Domański             | Depuis le 13 décembre 2023 1 an, 3 mois et 1 jour              | PO           | Tusk III                  |